# Inmigración guatemalteca en Brasil
La inmigración guatemalteca en Brasil no es tan significativa en comparación con la de otras comunidades hispanoamericanas de larga trayectoria e historia como los bolivianos, peruanos, paraguayos, argentinos o incluso mexicanos. Brasil es uno de los países sudamericanos con más guatemaltecos.